# Porphyrschale

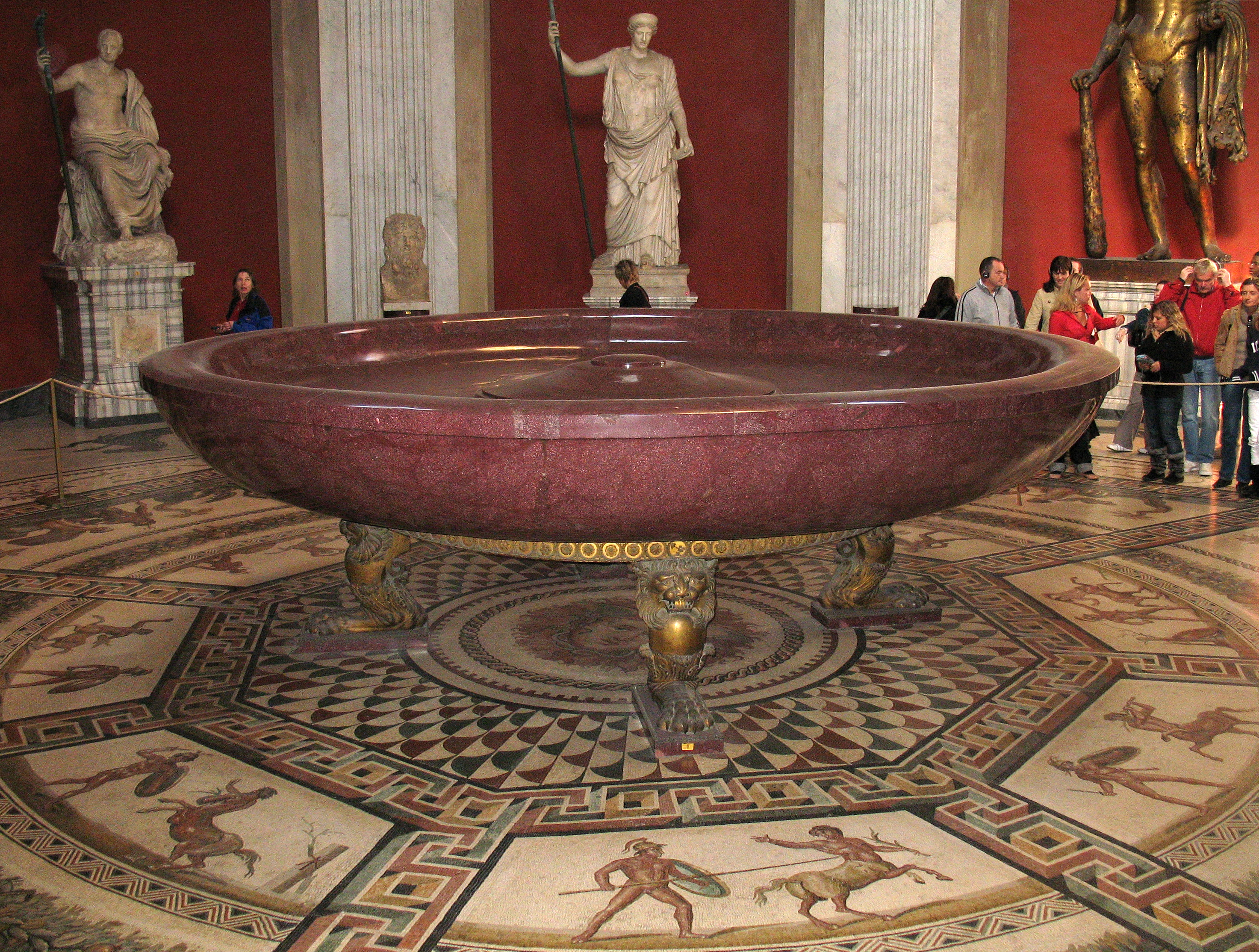
Die Porphyrschale

Die Porphyrschale im Vatikanischen Museum ist die größte Steinschale der Antike aus einem Stück. Sie wurde aus einem Stück Porphyr, einem Hartgestein, gefertigt und hat einen Umfang von knapp 15 Metern und zählt somit zu den größten steinernen Schalen überhaupt. Nur die Granitschale im Lustgarten in Berlin ist mit einem Umfang von rund 23 Metern größer.

## Geschichte der Porphyrschale
Die Schale stammt aus Neros Goldenem Haus. Papst Clemens IX. (1600–1669) ließ sie aus der Villa von Papst Julius III. in den Vatikan transportieren und dort provisorisch aufstellen. Heute steht sie in der Sala Rotunda im Vatikan, wo sie auf einer Bronzeauflage mit vier Löwenfüßen ruht.
Die Porphyrschale und der Aufstellungsort in der Rotunde im Vatikan führten zu der Überlegung von Karl Friedrich Schinkel, die Granitschale in Berlin in der Rotunde des Alten Museums aufzustellen, diese musste nach Bekanntwerden ihrer wirklichen Größe im Jahre 1827 jedoch vor dem Eingang zum Museum aufgestellt werden. Bemerkenswerterweise besteht die Berliner Schale aus rotem Granit und wie weiter unten ausgeführt haben beide Gesteine den gleichen Mineralbestand.

## Symbolische Bedeutung von Porphyr
Von den Ptolemäern wurde der ursprüngliche Name nach Ägypten gebracht, der am Djebel Duchan (damals: mons porphyrites) vorkommt. Sowohl die rote Farbe als auch der Porphyrstein waren sehr selten und bei den Römern den Kaisern vorbehalten, die sich in Porphyr-Sarkophagen bestatten ließen. In diesem Steinbruch wurde bis ins 4. Jahrhundert gebrochen. Diese Porphyrtradition wurde in vielen Kulturkreisen wie zum Beispiel in Byzanz, bei den Stauferkaisern, durch die Bischöfe der christlichen Kirche und bei den Medici fortgeführt.

## Herstellung
Über die Herstellung der Schale sind keine Details bekannt. Porphyre bestehen wie die Granite aus Feldspäten, Quarz und Glimmer, sie haben die gleiche chemische Zusammensetzung. Sie unterscheiden sich voneinander vor allem durch ihre Entstehung und, damit eng zusammenhängend, durch ihr Gefüge. Porphyre leisten bei der handwerklichen Bearbeitung teilweise deutlich geringere Widerstände als die Granite und sind dichter. Dennoch ist die Herstellung, die nur in Handarbeit geschehen konnte, eine hervorragende handwerkliche Leistung in der Zeit der Römischen Antike. Dies betrifft sowohl die Größe als auch den Glanz der Schale. Die deutlich rote Färbung der Schale, die zum Teil mit einem Farbauftrag erklärt wird, kann nicht bestätigt werden. Porphyre sind bei einem Vorhandensein des Minerals Hämatit rot gefärbt. Eine Intensivierung der roten Farbe und ein entsprechender Glanz könnte entweder durch eine Politur oder (und) durch einen Auftrag von Wachsen bzw. Ölen hergestellt worden sein. Da die Schale vor Verwitterungseinflüssen in der Sala Rotunda geschützt ist, ist der Glanz durch Verwitterungsprozesse von Gesteinen nicht gefährdet. Der Glanz und die daraus resultierende Lichtreflexion führen zu interessanten Betrachtungen (siehe Weblink) in der Literatur.

## Weblink
- Vergleich Lichtreflexionen von Porphyr- und Granitschale (Seite 3 und 4) (PDF-Datei; 1,28 MB)